# Amalrik van Lusignan
Amalrik van Lusignan (Poitou, Frankrijk c.1145 - Akko, 1 april 1205), ook bekend als Aimery of Amalrik van Cyprus en Amalrik II van Jeruzalem. Hij was vanaf 1194 koning van Cyprus en in 1197 koning-consort van Jeruzalem, door zijn huwelijk met Isabella van Jeruzalem.
Amalrik was een zoon van Hugo VIII van Lusignan, graaf van La Marche en Bourgogne van Taillebourg. Hij werd, samen met zijn broer Guy, na de moord op Patrick van Salisbury verbannen uit Frankrijk.

## Koninkrijk Jeruzalem
Volgens geschiedschrijvers zou Amalrik wat eerder naar het Heilig land getrokken zijn dan zijn jongere broer Guy. Daar ging hij voor Agnes van Courtenay werken die net gescheiden was van Amalrik I van Jeruzalem. Boudewijn IV zag het niet zo zitten dat hij daar werkte en voegde hem als een van de leiders bij zijn garde en later als konstabel van Jeruzalem. Amalrik was, volgens geruchten, de man die zijn broer Guy wist te koppelen aan Sibylla van Jeruzalem. Amalrik trouwde zelf met Eschiva van Ramala, een dochter van Boudewijn van Ibelin.
Amalrik wist samen met zijn broers Guy, Godfried en Willem een gestage carrière op te bouwen door middel van huwelijken, politiek en militaire ontwikkelingen. Nadat zijn broer Guy in 1183 als regent werd aangewezen door Boudewijn IV van Jeruzalem, fungeerde Amalrik vaak als zijn rechterhand en adviseur. Hij was aanwezig bij de Slag bij Al Fule en in 1187 bij de Slag bij Hattin waar hij gevangen werd genomen. In 1188/1189 werd hij weer vrijgelaten.

## Koning van Cyprus
In 1194 werd Amalrik benoemd tot heer van Cyprus, na het overlijden van zijn broer Guy van Lusignan, die hij overleefde. Guy had het eiland gekocht voor 30.000 bezanten van koning Richard I van Engeland (volgens sommige bronnen had hij gebied verkregen om zijn verlies van het koninkrijk Jeruzalem te compenseren) en kon zich heer van Cyprus noemen. Het duurde nog drie jaar voordat Amalrik op 22 september 1197 in Nicosia tot koning van Cyprus werd gekroond door keizer Hendrik VI van het Heilige Roomse Rijk. In die tijd werden koningen nog weleens benoemd door een keizer en daarbij moest Amalrik vazal worden van Hendrik VI. De benoeming kwam ook tot stand omdat Amalrik deel nam aan de Kruistocht van 1197 waarvoor Hendrik VI in het Heiige land was.

## Koning-consort van Jeruzalem
Na het overlijden van zijn vrouw Eschiva in de winter van 1196 op 1197 trouwde hij laatstgenoemd jaar nog  met Isabella van Jeruzalem en werd koning-consort met haar van Jeruzalem; hij werd haar vierde man.
Amalrik wist met de zoons van Saladin een vijfjarige wapenstilstand te bereiken. Hij overleed op 60-jarige leeftijd aan dysenterie, mogelijk als gevolg van een vergiftiging. Hij werd begraven in de Sint-Sophiakerk in Nicosia.

## Huwelijken en kinderen
Rond 20 oktober 1174 huwde Amalrik met zijn eerste vrouw, Eschive van Ibelin (c. 1160 – Cyprus in de winter van 1196-97), dochter van Boudewijn van Ibelin en diens eerste vrouw Richilde de Bethsan of Bessan. Zij hadden zes kinderen:
- (1) Bourgogne van Lusignan (1176-1180 of c. 1178 – c. 1210). In 1197 huwt ze met Wouter I van Montfaucon. Deze overleed in de Slag bij Satalia (20 juni 1212);
- (2) (Gwijde) Guy van Lusignan, overlijdt jong, tussen 1197-1205;
- (3) (Jan) Jean van Lusignan, overlijdt jong, tussen 1197-1205;
- (4) Hugo I van Lusignan (c. 1194-1218);
- (5) Hélvide/Helvis van Lusignan (c. 1190 – 1216-1219, 1216/1219 of c. 1217), huwt rond 1205 eerst met Eudes van Dampierre-sur-Salon, heer van Chargey-le-Grey, scheiding 1210, huwt een tweede maal in september 1210 met Raymond-Roupen van Antiochië;
- (6) Alix of Alexa van Lusignan, overlijdt jong, tussen 1197-1205.

Zijn tweede vrouw was koningin Isabella van Anjou van Jeruzalem. Zij huwen in januari 1198 in Akko en krijgen drie kinderen:
- (1) Sybille van Lusignan (oktober/november 1198 - c. 1230 of 1252), huwt met koning Leo I van Armenië;
- (2) Mélissende van Lusignan (c. 1200 – na 1249), huwt 1 januari 1218 met Bohemund IV van Antiochië;
- (3) Amalrik (Amaury) van Lusignan (1201 – 2 februari 1205, Akko).

## Voorouders
| Voorouders van Amalrik van Lusignan (1145-1205) | Voorouders van Amalrik van Lusignan (1145-1205)                      | Voorouders van Amalrik van Lusignan (1145-1205)                      | Voorouders van Amalrik van Lusignan (1145-1205)                      | Voorouders van Amalrik van Lusignan (1145-1205)                      | Voorouders van Amalrik van Lusignan (1145-1205)                      | Voorouders van Amalrik van Lusignan (1145-1205)                      | Voorouders van Amalrik van Lusignan (1145-1205)                      | Voorouders van Amalrik van Lusignan (1145-1205)                      |
| ----------------------------------------------- | -------------------------------------------------------------------- | -------------------------------------------------------------------- | -------------------------------------------------------------------- | -------------------------------------------------------------------- | -------------------------------------------------------------------- | -------------------------------------------------------------------- | -------------------------------------------------------------------- | -------------------------------------------------------------------- |
| Overgrootouders                                 | Hugo VI van Lusignan (1039-1102) ∞ ? Hildegard van Thouars (- )      | Hugo VI van Lusignan (1039-1102) ∞ ? Hildegard van Thouars (- )      | ? (–) ∞ ? (-)                                                        | ? (–) ∞ ? (-)                                                        | ? (–) ∞ ? (-)                                                        | ? (–) ∞ ? (-)                                                        | ? (–) ∞ ? (-)                                                        | ? (–) ∞ ? (-)                                                        |
| Grootouders                                     | Hugo VII van Lusignan (1065-1151) ∞ ? Sarassine van Lezay (- 1144)   | Hugo VII van Lusignan (1065-1151) ∞ ? Sarassine van Lezay (- 1144)   | Hugo VII van Lusignan (1065-1151) ∞ ? Sarassine van Lezay (- 1144)   | Hugo VII van Lusignan (1065-1151) ∞ ? Sarassine van Lezay (- 1144)   | Godfried I van Rancon (-1153) ∞ Fossifia (-)                         | Godfried I van Rancon (-1153) ∞ Fossifia (-)                         | Godfried I van Rancon (-1153) ∞ Fossifia (-)                         | Godfried I van Rancon (-1153) ∞ Fossifia (-)                         |
| Ouders                                          | Hugo VIII van Lusignan (1106-1173) ∞ ? Bourgogne van Rancon (- 1169) | Hugo VIII van Lusignan (1106-1173) ∞ ? Bourgogne van Rancon (- 1169) | Hugo VIII van Lusignan (1106-1173) ∞ ? Bourgogne van Rancon (- 1169) | Hugo VIII van Lusignan (1106-1173) ∞ ? Bourgogne van Rancon (- 1169) | Hugo VIII van Lusignan (1106-1173) ∞ ? Bourgogne van Rancon (- 1169) | Hugo VIII van Lusignan (1106-1173) ∞ ? Bourgogne van Rancon (- 1169) | Hugo VIII van Lusignan (1106-1173) ∞ ? Bourgogne van Rancon (- 1169) | Hugo VIII van Lusignan (1106-1173) ∞ ? Bourgogne van Rancon (- 1169) |